# Фримантл
Фри́мантл (англ. Fremantle) — портовый город в австралийском штате Западная Австралия, расположенный в 19 км к юго-западу от Перта, столицы штата. Находится в устье реки Суон на западном побережье Австралии. Является первым поселением на территории колонии Суон-Ривер. Основан в 1829 года. В 1929 году получил статус города (англ. city). Согласно переписи 2006 года, численность населения города составляла 7459 человек, а одноимённого района местного самоуправления — 24 835 человека.
Город назван в честь капитана Чарльза Фримантла, английского морского офицера, который заявил о суверенитете Британии над Западной Австралией. Во Фримантле сохранилось большое количество сооружений XIX века и другие объекты культурного наследия.

## Население
По данным переписи населения 2006 года, в городе проживало 7459 человек. Показатели по половым категориям в городе были следующие: 3868 мужчин и 3591 женщина. Показатели по возрастным категориям: 3,6 % жителей до 4 лет, 7 % жителей от 5 до 14 лет, 12,5 % жителей от 15 до 24 лет, 48,4 % жителей от 25 до 54 лет, 28,5 % жителей старше 55 лет. Средний возраст составлял 41 год.
Национальный состав населения был 57 % австралийцев, 9,2 % англичан, 3,6 % итальянцев, 2,4 % новозеландцев, 1,3 % шотландцев и 0,9 % американцев. Доля жителей, родившихся за рубежом, составляла 30,3 %. Основным языком общения в городе (74,3 %) был английский язык. Второй по популярности — итальянский язык (5,3 %). По религиозному составу: доля атеистов составляла 28 %, католиков — 24,7 %, англиканцев — 14,4 %, членов Объединённой церкви — 2,1 %.
Доля семей, в которых были дети, составляли 30,9 % жителей; доля бездетных семей — 49,5 %; доля неполных семей с хотя бы одним родителем — 16,7 %. Домашние хозяйства из одной семьи составляли 44,2 % всех домашних хозяйств Фримантла.
Средний еженедельный доход на человека старше 15 лет — AUD$ 539. Уровень безработицы во Фримантле в 2006 году составлял 5 %.

## Известные уроженцы, жители
Челси Уитли — филиппино-австралийская певица и автор песен.

## История
25 апреля 1829 года в устье реки Суон, где сейчас находится город Фримантл, причалил британский корабль Challenger под командованием Чарльза Фримантла. Основной задачей экипажа было основать колонию. 2 мая 1829 года капитан Фримантл объявил о суверенитете Британской империи над всем западным побережьем Новой Голландии. Для этого специально была проведена официальная церемония. Спустя несколько дней был развёрнут первый лагерь колонистов, положивший начало городу Фримантл.
Спустя месяц, 1 июня, к берегам реки приплыло судно Parmelia, капитан которого, Джеймс Стерлинг, официально объявил о создании колонии Суон-Ривер. 12 августа 1829 года был основан город Перт. 25 августа капитан Фримантл, оказавший значительную поддержку Стерлингу, покинул колонию. Впоследствии Стерлинг принял решение назвать поселение в его честь — Фримантл.
В 1897 году под руководством ирландского инженера был реализован проект по углублению местной бухты и удалению известняковых валунов и углублению устья реки Суон. Таким образом Фримантл превратился в крупный порт, до сих пор оставаясь одним из ключевых портов Западной Австралии..
В годы Второй мировой войны Фримантл был второй крупнейшей базой подводных лодок антигитлеровской коалиции на тихоокеанском театре действий.

## Архитектурные памятники
Фримантл известен многими хорошо сохранившимися памятниками архитектуры, образующими единство с городскими пейзажами. Прежде всего, это колониальные здания, построенные заключёнными, старая пристань и порт, местные тюрьмы. Большинство сооружений построено из известняка и украшено декорированными фасадами. Бурное развитие города, последовавшее за расширением местной бухты, породило целые архитектурные ансамбли эпохи Эдуарда VII, которые были построены торговыми и корабельными компаниями на западной окраине города и осушенных участках земли.
Во Фримантле находится старейшее здание в Западной Австралии, так называемый «Круглый дом» (англ. Round House), — арестантская, построенный между 1830—1831 годами. В ней находится восемь тюремных камер и резиденция тюремного смотрителя, окна которой открываются на центральный внутренний двор. Под зданием находится туннель, построенный в XIX веке местными китобоями для прямого доступа к городу с пристани и пляжа.
«Круглый дом» расположен на территории Западной окраины Фримантла (англ. Fremantle's West End): скопления улиц у южной окраины порта, на которых расположены здания георгианской и викторианской архитектуры. В начале 1990-х годов многие архитектурные объекты Западной окраины подверглись джентрификации.
В 1850 году, когда во Фримантл прибыли 75 британских заключённых, стало очевидным, что местного «Круглого дома» недостаточно для их размещения. В результате заключённые построили новую тюрьму, строительство которой было закончено в 1850-х годах и которая действовала вплоть до 1991 года. В прошлом же Фримантл имел репутацию одного из самых печально известных мест заключения в Британской империи. В нём поселяли британских, местных, военных заключённых, военных врагов и пленников. В настоящее время местные тюрьмы являются объектами культурного наследия штата Западная Австралия.
Другим известным архитектурным памятником является Музей истории Фримантла, который также был построен заключёнными в 1860-х годах из местного известняка: в прошлом здание музея, сооружённое в викторианском стиле, использовалось в качестве психиатрической больницы, и в настоящее время оно является одной из достопримечательностей города. В годы Второй мировой войны здание использовалось в качестве штаба военно-морских сил США, сейчас в нём расположился Центр искусств Фримантла и Музей иммиграции.
Рынок Фримантла образует целый ремесленный район, в котором продаются деликатесы, работают обеденные залы, рыбные и овощные рынки. Первый камень в фундамента рынка был заложен 6 ноября 1897 года действовавшим премьером Западной Австралии, Джоном Форрестом. В здании, построенном в викторианском стиле, имеется свыше 150 прилавков, а само оно включено в национальный список по охране исторических памятников.
На территории местного кладбища захоронен прах Бона Скотта, лидер-вокалиста легендарной австралийской рок-группы AC/DC,, а в порту установлена его статуя.

## Города-побратимы
- Себеранг-Перай, Малайзия (1978)
- Йокосука, Япония (1979)
- Капо-д’Орландо, Италия (1983)
- Мольфетта, Италия (1984)
- Фуншал, Португалия (1996)

## Персоны
- Брайан Эндрю Грейг — австралийский политик.